# Bryonia melanocarpa
Bryonia melanocarpa är en gurkväxtart som beskrevs av M.M. Nabiev. Bryonia melanocarpa ingår i Hundrovesläktet som ingår i familjen gurkväxter. Inga underarter finns listade i Catalogue of Life.